# Selbusjøen
Selbusjøen är en relativt djup insjö i Selbu och Trondheims kommuner i Trøndelag fylke i mellersta Norge. Med en yta på 58 kvadratkilometer är den en av Norges 20 största sjöar.
Huvudinloppet är älven Nean från sydöst och utloppet är Nidälven norrut från västra änden. Sjöns största djup är 206 meter. Vid Neas mynning ligger tätorten Mebonden med Selbu kyrka. Det går en reguljär båt på sjön på sommaren.
Sjön Selbusjøen har reglerats sedan tidigt 1900-tal med en reglerad höjd på 155–161 meter över havet. Den utgör vattenmagasin för Bratsbergs kraftverk och de sex andra vattenkraftverk i Nidälven. En överföringstunnel har också byggts till Jonsvatnet för att vid behov kunna öka mängden dricksvatten till Trondheim.